# إديث سامرز كيلي
إديث سامرز كيلي (بالإنجليزية: Edith Summers Kelley) (28 أبريل 1884، تورونتو في كندا - 9 يونيو 1956، لوس غاتوس في الولايات المتحدة)؛ كاتِبة وروائية كندية.